# Frandy Montrévil
Frandy Montrévil (14 gennaio 1982) è un ex calciatore haitiano, di ruolo portiere.

## Carriera

### Club
Ha sempre giocato nella prima divisione haitiana.
In carriera ha giocato complessivamente 7 partite nella CONCACAF Champions League.

### Nazionale
Con la maglia della nazionale tra il 2006 ed il 2013 è sceso in campo per complessive 10 volte, partecipando anche alla CONCACAF Gold Cup 2013.